# Platonismo

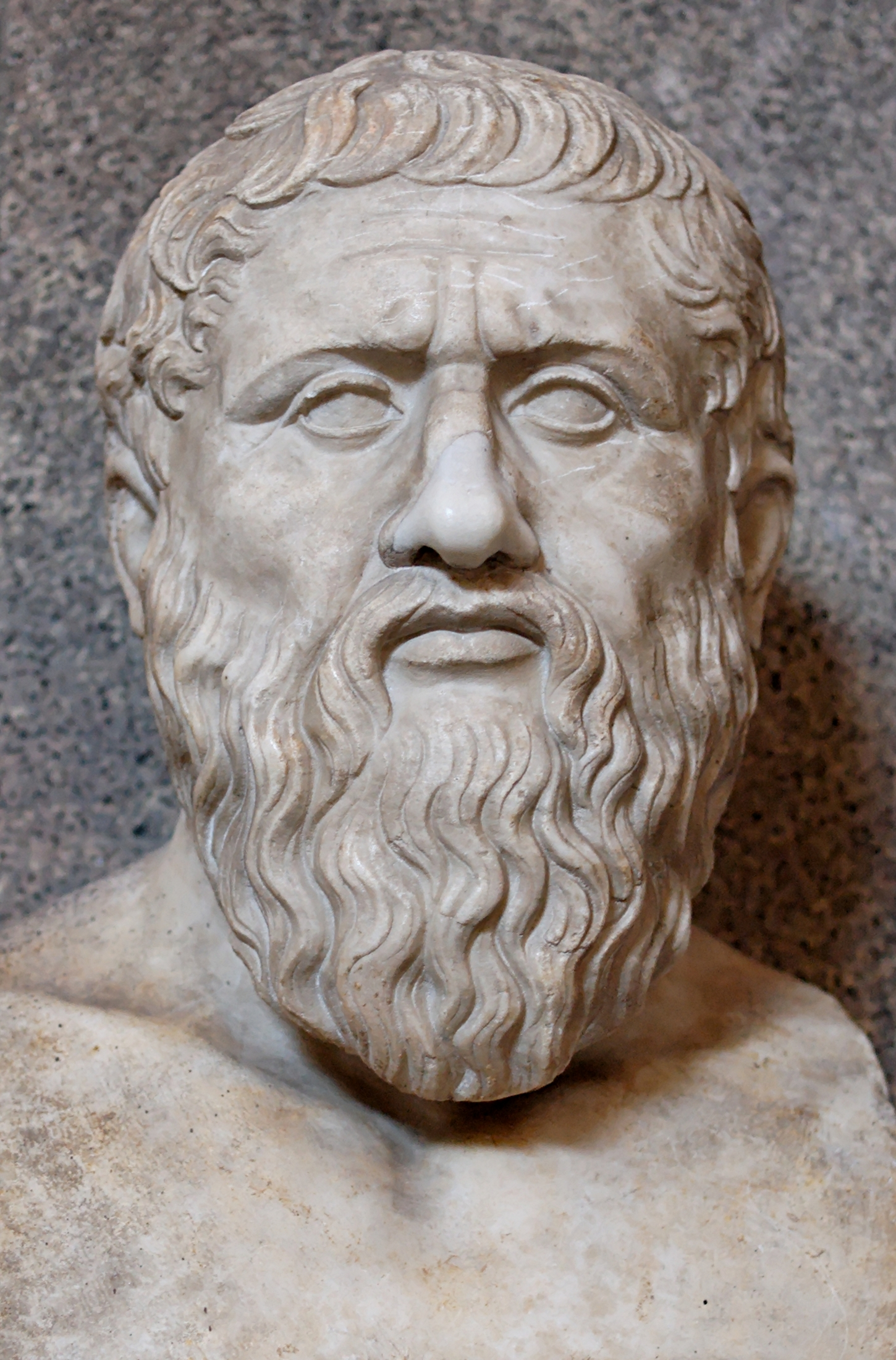
Platón

El platonismo es la doctrina filosófica desarrollada por los seguidores de Platón a partir del siglo I a. C.. Llegó a ser el movimiento intelectual dominante en los primeros siglos de nuestra era, principalmente adoptado en las bases teológicas del cristianismo y las similitudes de principios que mantenía con el judaísmo. Su principal representante fue Plotino, que adoptó este nombre en alabanza a su maestro y desarrolló otro movimiento importante: el neoplatonismo. 
El platonismo ha influido en sectores del pensamiento religioso, de forma que se llega a creer que ciertos pensamientos y doctrinas están basados en él. Introducido principalmente por la obra de San Agustín, siendo considerado como el teólogo más importante en la tradición cristiana.

## Historia
En el siglo III Plotino incorpora aspectos místicos en el platonismo, desarrollando la Idea de Bien de Platón en la cual el universo es un ser vivo, no habiendo así separación entre sus partes (holismo), siendo este la cumbre de la existencia, "uno en el todo y el todo en el uno". Siendo Plotino así el fundador del neoplatonismo.
San Agustín de Hipona, pensaba que mediante Platón se podía articular teológicamente la fe cristiana, como había intentado Filón de Alejandría con el judaísmo.
En el siglo VI, el emperador romano Justiniano clausuró las escuelas filosóficas de Atenas para tratar de reducir la influencia platónica, ya que la consideraba un peligro, lo cual nunca se ha conseguido por completo.
En el Renacimiento resurgió el platonismo, sobre todo en la Academia Platónica de Florencia (siglo XV). El platonismo era una corriente de pensamiento muy espiritual y no le daba relevancia a la realidad o lo terrenal, lo que causó que en esta época se perdiera un poco la importancia de la investigación científica.

## Ideas fundamentales
- El conocimiento originado de la percepción de los sentidos es mutable y versátil, mientras que los conceptos e ideas no lo son.
- La inmortalidad del alma.
- La filosofía era considerada un medio para buscar la felicidad, por lo que esta se asociaba al conocimiento y no a las experiencias o cosas materiales.
- El verdadero conocimiento de las cosas (o realidad material) se logra por medio de la dialéctica.
- Las ideas eran realidades separadas de la existencia de las cosas, de la misma manera el conocimiento y el alma eran diferentes a la realidad y el cuerpo.
- La conducta ética se logra cuando las personas conocen los conceptos del bien y el mal, de lo justo e injusto.
- El verdadero saber no se lograba a partir del estudio del cuerpo o la realidad sino del estudio del alma y las ideas.[4]

## Influencia del platonismo
Algunos "padres de la iglesia" como Clemente de Alejandría y Orígenes consideraron al platonismo como una preparación a los Evangelios. Otros, como Tertuliano, pensaron que la filosofía platónica en sí era una copia entera de las escrituras sagradas del cristianismo. 
Con la llegada de San Agustín, la influencia del neoplatonismo aumentó aún más, lo que permitió la entrada y mayor influencia también del platonismo agustiniano, influyendo en autores como Escoto Erígena, San Anselmo y la Escuela de Chartres. Durante el siglo IV, obras como las de Macrobio, Calcidio o Victoriano contribuyeron a la expansión del platonismo. 
En el mundo bizantino se destacaron obras platónicas de autores como Zacarías, Procopio y Juan Filopón. A partir del siglo XI, el platonismo bizantino, liderado y representado por Miguel Psellos, ejerció gran influencia en el mundo latino. En Italia, a partir del siglo XV, se empezó a difundir el platonismo bizantino en occidente. 
La influencia del platonismo llegó también a autores como Tomás Moro, Tomás Campanella, Francis Bacon, etc. En el siglo XVII, otra corriente platónica aparece en Cambridge siendo su máximo representante R. Cudworth. A partir del siglo XIX se aumentaron los estudios sobre Platón, tarea facilitada por el estudio de Friedrich Schleiermacher, quien introdujo el método histórico y hermenéutico en la lectura e interpretación de los diálogos de Platón. 
La influencia del platonismo ha sido tan grande que, por ejemplo, el filósofo Alfred Whitehead ha afirmado que toda la historia de la filosofía es un conjunto de anotaciones del pensamiento de Platón. Y aunque muchos filósofos lo ven desde la perspectiva de Whitehead, el carácter trascendente y dualista del platonismo lo hicieron ver como un enemigo para autores contemporáneos de este último como Friedrich Nietzsche (que decía que su filosofía era un platonismo invertido) y Martin Heidegger (que en Platón veía al representante de la metafísica responsable del olvido del ser).